# عقد 80 هـ
عقد 80 هـ هو الفترة بين عام 80 إلى 89 في التقويم الهجري، أي العشر سنوات التاسعة من القرن الأول الهجري.

## أحداث

### أحداث سنة80 هـ
- جدد حسان بن النعمان الغساني سنة 80هـ، جامع عقبة بن نافع في مدينة القيروان بتونس

### أحداث سنة86 هـ
- ولاية الوليد بن عبد الملك

## مواليد

### مواليد سنة80 هـ
- موسى بن كعب التميمي أحد نقباء وأمراء بني العباس.
- أبو بكر بن عبد الملك بن مروان
- ابن أبي ذئب
- أبو حنيفة النعمان
- جعفر الصادق
- حمزة الكوفي
- عبد الملك بن عبد العزيز بن جريج
- عبد الرحمن بن عبد الله بن عتبة
- ابن إسحاق
- حريز بن عثمان
- سلمة بن عياش
- معاوية بن صالح
- يونس بن حبيب
- إبراهيم بن هرمة

تصنيف:مواليد عقد 80 هـ

### مواليد سنة82 هـ
- إبراهيم الإمام

### مواليد سنة83 هـ
- عبد الله بن معاوية

### مواليد سنة84 هـ
- مصعب بن ثابت بن عبد الله بن الزبير

- أيوب بن سليمان

### مواليد سنة85 هـ
- النضر بن سعيد

- سلامة القس

- شعبة بن الحجاج

### مواليد سنة86 هـ
- يزيد بن إبراهيم التستري

- يزيد بن الوليد

### مواليد سنة88 هـ
- عبد الرحمن الأوزاعي

### مواليد سنة89 هـ
- موسى بن علي بن رباح

### مواليد سنة90 هـ
- الوليد بن يزيد

- أبو أيوب المورياني

- أتامش

- حفص بن سليمان الكوفي

- خازم بن خزيمة التميمي

- خالد بن برمك

- عبد الله بن يحيى الكندي

- قيس بن الربيع

## وفيات
- عبيد بن غاضرة العنبري
- أبو إدريس الخولاني
- أبو صخر الهذلي
- أسلم مولى عمر
- أيمن بن خريم
- جبير بن نفير
- عبد الله بن جعفر بن أبي طالب
- معبد الجهني
- ميسون بنت بحدل
- جنادة بن أبي أمية
- زر بن حبيش
- أبو أمامة الباهلي
- جابر بن زيد
- شقيق بن سلمة
- عبد الله بن شداد
- محمد بن سعد بن أبي وقاص
- المهلب بن أبي صفرة
- جميل بن معمر
- أعشى همدان
- زيد بن وهب
- عبد الرحمن بن أبي ليلى
- عمر بن أبي سلمة
- الحريش بن هلال
- أيوب بن القرية
- روح بن زنباع
- عمران بن حطان
- عطية بن عمرو العنبري
- موسى بن عبد الله بن خازم
- عبد الرحمن بن الأشعث
- عبد الله بن عامر بن ربيعة
- عزة الكنانية
- الأقيبل القيني
- عبد العزيز بن مروان
- قبيصة بن ذؤيب
- يونس بن عطية الحضرمي
- عبد العزيز بن مروان
- عبد الله بن أبي أوفى
- عبد الملك بن مروان.
- أمية بن عبد الله بن خالد
- المقدام بن معدي كرب
- عبد الله بن أبي أوفى
- عروة بن المغيرة بن شعبة
- قبيصة بن ذؤيب
- يحيى بن يعمر - مقرئ ونحوي، قاضي مرو في زمانه.
- يزيد بن عمر بن هبيرة
- عبد الله بن بسر
- نصر بن عاصم الليثي الكناني
- وضاح اليمن
- الأشهب بن رميلة التميمي شاعر وفارس مخضرم.
- الأخطل
- الجحاف بن حكيم
- الدامغة
- الراعي النميري
- حفص بن عاصم
- صفية بنت شيبة
- مالك بن أسماء
- مسكين الدارمي
- خالد بن يزيد بن معاوية
- الهرماس بن زياد